# Роко Сифреди
Рòко Сифрèди (на италиански: Rocco Siffredi), псевдоним на Роко Антонио Тано (Rocco Antonio Tano), е италиански порно актьор, режисьор и продуцент на порнографски филми.
Псевдонимът му е вдъхновен от Рокс Сифреди, главният герой на гангстерския филм „Борсалино“ (1970), изигран от Ален Делон. Той също така носи прякора Колосът от Ортона поради внушителния размер на пениса си.
Той е сред най-известните на международната порнографска сцена и понякога участва и в непорно филми. Създава собствена продуцентска компания под името „Роко Сифреди Пръдакшънс“, както и собствена академия – Академия „Роко Сифреди“.
Кариерата му на порно актьор започва през 1984 г., с изключение на кратката 2-годишна пауза, в която се посвещава на работата на фотомодел, и все още продължава, въпреки че на няколко пъти заявявава, че иска да прекрати кариерата си.
През 2019 г. печели три AVN награди, считани за „Оскарите на порното“. Печели още две през 2021 г.

## Биография и кариера
Роден е през май 1964 г. в град Ортона, регион Абруцо, като син на Дженаро Сифреди, пътен работник, и Кармела, домакиня. 
На 16-годишна възраст започва работа в търговския флот и през 1982 г. се присъединява към брат си в Париж, за да работи в неговия ресторант. През 1984 г. в клуб на червени фенери се запознава с Габриел Понтело, френска порнозвезда и продуцент от 80-те години, който отваря вратите на порното за него, като го запознава с продуцента Марк Дорсел и режисьора Мишел Рико: Belle d'amour е неговият първи порнографски филм.
Изоставя порнографския бизнес, като се отправя към Лондон, където се опитва да направи кариера на фотомодел. Става модел за агенция „Гарвин“, но дейността му скоро приключва и той се свързва с полската порно актриса и продуцентка Тереза Орловски, за да се върне към света на порното.
През 1987 г. участва във Fantastica Moana (първият му италиански порно филм) заедно с Моана Поци, режисиран от Рикардо Скики. През 1990 г. се мести в Лос Анджелис, където неговият приятел от детството Марко Пе го запознава с режисьора Джон Лесли и той е включен в актьорския състав на филма от 1991 г. Curse of the Catwoman.
През 1991 г. в Лас Вегас получава първата си AVN награда за филма на Джон Сталиано като най-добър порно актьор за секс сцени в тройка, който е последван от филма Bizarre sexual instincts (House of Dreams). Най-важните европейски продуцентски компании му се обаждат да му предложат главни роли във висококачествени порно филми, но Сифреди отказва, като впоследствие приема предложението. В Рим той снима с Алекс Пери Wild Attraction и Grand Prix Australia на Алекс Ренци.
Валтер Молитор го избира за главен герой във филма Dr. Rocco Mr. Sodo – пародия на романа на Робърт Луис Стивънсън „Странният случай на доктор Джекил и мистър Хайд". Участва и в Portrait Passion, вдъхновен от романа на Оскар Уайлд „Портретът на Дориан Грей“. Той е вампир в Ejacula, la vampira на Макс Белокио – порно адаптация на известния жанр Дракула. В Chamaleons на Джон Лесли има най-важната роля от кариерата си, така че през 1992 г. получава три AVN награди. През май същата година печели и наградата Hot d'or в Кан за най-добър чуждестранен актьор за филма The Adventures of Mikki Finn на Джак Реми.
През 1993 г. отново е награден във Франкфурт с AVN награда като най-добър изпълнител на годината за филмите Face Dance и гореспоменатия Chamaleons. Освен това през май получава Hot d'or в Кан като най-добър европейски актьор за филма Portrait Passion от Молитор. 
През 1993 г. започва и да режисира и продуцира порно филми, след като основава Rocco Siffredi Production в Будапеща. През 1996 г. печели Hot d'or в Кан като най-добър дебютен режисьор.
През 1999 г. участва в Romance – скандален филм на френската режисьорка и актриса Катрин Брея, през 2001 г. в Amorestremo на Мария Мартинели и през 2004 г. в Pornocracy (също на Брея) – три филма, които се отклоняват от изцяло порно жанра, въпреки че представят явни секс сцени, въпреки че се оспорва дали Сифреди е правил изричен секс с колежката си Каролайн Дюси в Romance (тя казва не, Сифреди да).
През 2007 г. той се появява заедно със ска пънк групата Le Braghe Corte в музикалния видеоклип на песента These Boots Are Made for Walkin', а през 2011 г. участва с второстепенна роля в непорнографския филм Matrimonio a Parigi, режисиран от Клаудио Ризи.
На четиридесет години, през юни 2004 г., Сифреди обявява за първи път своето оттегляне от порното като актьор (като обаче продължава да се фокусира върху режисирането и продуцирането на порнографски филми). Независимо от това той се завръща към актьорската игра в порно филми през декември 2009 г. поради сексуално разочарование и разочарование като режисьор от мъжките таланти, както и от общото състояние на порно индустрията. Като причини за първото си пенсиониране през 2004 г. той посочва семейството си: „Децата ми растат и вече не мога просто да кажа: „Татко ще работи, за да изкарва пари за семейството“. Те искат да знаят повече.“
По време на кариерата си той също си сътрудничи в създаването на някои италиански реклами и през 2012 г. участва като гост-звезда в 18-ия епизод от петия сезон на телевизионния филм I Cesaroni – епизод, озаглавен Senza mezze misure. През февруари 2013 г. е почетен гост на 63-тото издание на фестивала в Санремо: участва в музикалния спектакъл на групата Елио е ле Сторие Тезе. През ноември 2013 г. води предаването Ci Pensa Rocco по италианския телевизионен канал Cielo, в което помага на двойки в криза.
През януари 2015 г. заминава за Карибско море на островните острови Кайос Кочинос (североизточно от Ла Сейба на северния бряг на Хондурас), като участник в 10-тото издание на риалити шоуто „Островът на известните“. По време на полуфинала на предаването той обяява за втори път оттеглянето си от кариерата си на порно актьор (без обаче да удържи на думата си, след като продължава да участва във филми като Rocco One on One и Rocco's Intimate Castings), и е елиминиран по време на финала с 65% от гласовете, като завършва пети.
През 2016 г. той и семейството му са главните герои на сериал за тяхното ежедневие, излъчен по La5, озаглавен Casa Siffredi.
През март 2017 г. Сифреди официално обявява завръщането си към порното и като актьор. През 2017 г. обявява, че в периода, в който е бил пристрастен към секса, е правил секс и с мъже, както и със 70-годишен съсед.
На 28 декември 2022 г. получава наградата на община Ортона, родният му град – награда, присъждана всяка година от града на «един от своите съграждани, който е донесъл престиж на града и който популяризира знанията си извън общинските граници“. Тази награда предизвиква полемика в социалните мрежи.

## Личен живот
Той е женен от 1993 г. за бившата си унгарска колежка Роза Карачоло (псевдоним на Рожа Таши), с която се запознава същата година на наградите Hot d'or в Кан и от която има двама сина – Лоренцо и Леонардо, родени съответно през 1996 и 1999 г. Семейството живее в Будапеща повече от петнадесет години. В миналото Сифреди участва в някои филми със съпругата си.
Относно решението си да се върне към порното през 2009 г. след първото си оттегляне през 2004 г., той казва: „Говорих с жена ми и тя каза, че това е само мой проблем, не принадлежи на нея и на момчетата. И тя ми каза: „Ти реши да спреш, ние никога не сме те молили. Така че ако искаш да се върнеш, можеш да го направиш". Въпреки това след дълъг период на изпълнения с висок интензитет и много време далеч от дома си в Италия Сифреди отново обявява оттеглянето си през 2015 г. (последвано от второ завръщане на сцената през март 2017 г.) в името на брака си, заявявайкиː „Днес виждам, че съпругата ми е основен приоритет. Тя заслужава да има това, което иска от първия ден, да бъде сама с мен, без да ме споделя с други момичета." След като е гол сам за седмица в реалити шоуто Островът на известните, Сифреди казва на свой приятелː „Никога не съм се чувствал толкова „гол“, както тогава. Бях съвсем сам и това ми даде много време да помисля кое е важно. И разбрах, че не искам да загубя жена си“, на което съпругата тогава заявява: „Познавам го много добре и го обичам такъв, какъвто е. Да видим каква ще бъде тази негова нова версия.“ Сифреди обсъжда и личния си живот в шоуто, заявявайки, че повече от година вече не се чувства комфортно пред камера и че нещо вътре в него се е променило; докато говори за сексуалността си, заявява, че сексуалната му зависимост се е появила като „някакъв дявол в мен“, добавяйки, че „понякога това ме подлудява“ до степен, че признава, че е помолил Бог за помощ чрез духа на майка си, чиято снимка винаги носи със себе си.
Сифреди е фен на Виченца Калчо и се смята за вярващ в Бога.
През 1999 г. позира гол за френска реклама на видеоиграта TrickStyle, пусната за Сега Дриймкаст.

## Филмография

### Порно филми (непълен списък)
- Belle d'amour (1984)
- Capri Vacation (1986)
- Napoli Sex (1986)
- Vortix 1 (1986)
- Vortix 2 (1986)
- Attention fillettes! (1987)
- Barbara Dare's Roman Holiday (1987)
- Fantastica Moana (1987)
- Grand Prixxx (1987)
- Il vizio nel ventre (1987)
- La zia in calore (1987)
- Lust Italian Style (1987)
- Moana, la bella di giorno (1987)
- Un desiderio bestiale (1987)
- Una moglie molto infedele (1987)
- Vietnam Store 1 (1987)
- Vietnam Store 2 (1987)
- Vortix 3 (1987)
- Vortix 4 (1987)
- Deep Blue (1988)
- Il vizio preferito di mia moglie (1988)
- Karin e Barbara le Supersexystar (1988)
- Moana la scandalosa (1988)
- Perfect Stranger (1988)
- Rocky-X 2 (1988)
- Taste of the Best (1988)
- Una ragazza molto viziosa (1988)
- Ecstasy (1989)
- Il vizio di Baby e l'ingordigia di Ramba (1989)
- Inside Napoli (1989)
- La parisienne (1989)
- L'uccello del piacere (1989)
- Positive Positions (1989)
- Affamata (1990)
- Anal Nation (1990)
- Angelicamente vostre (1990)
- As Dirty as She Wants to Be (1990)
- Attrazione selvaggia (1990)
- Baby la figlia libidinosa (1990)
- Bend Over Babes (1990)
- Buttman's Ultimate Workout (1990)
- Dirty Little Movies (1990)
- Giochi bestiali in famiglia (1990)
- House of Dreams (1990)
- I Do 2 (1990)
- L.A. Stories (1990)
- Moana il trans e la tettona (1990)
- Night Trips 2 (1990)
- Oriental Night (1990)
- Porsche (1990)
- Secrets (1990)
- Steamy Windows (1990)
- Sexterror (1990)
- Total Reball (1990)
- Viaggio nel tempo 1 (1990)
- Tutte le provocazioni di Moana (1990)
- American Buttman in London (1991)
- Analità campagnola (1991)
- Bagnate davanti e di dietro (1991)
- Bella e porca... praticamente insaziabile (1991)
- Bend Over Babes 2 (1991)
- Blow Job Betty (1991)
- Buttman's European Vacation (1991)
- Carcere amori bestiali (1991)
- Cheeks 5: Cop a Feel (1991)
- Femmine scandalose (1991)
- La dottoressa (1991)
- La massaia in calore (1991)
- Le doppie bocche di Luana (1991)
- Pump (1991)
- Una donna chiamata cavallo (1991)
- Snatch Shots (1991)
- The Adventures of Mikki Finn (1991)
- Anal selvaggio... turbo scatenato (1992)
- All Hands on Dick (1992)
- Analità profonda (1992)
- Anal Party molto particolare (1992)
- Andrew Blake's Girls (1992)
- A Pussy Called Wanda 2 (1992)
- Bagno caldo... per una signora ninfomane (1992)
- Bassi istinti (1992)
- Butt Freak (1992)
- Buttman's European Vacation 2 (1992)
- Buttman Goes to Rio 3 Oh! (1992)
- Caldi istinti di una ninfomane di lusso (1992)
- Casa d'appuntamento... Puttana dalla testa ai piedi (1992)
- Chameleons (1992)
- Club Anal Story (1992)
- Constat d'adultère (1992)
- Curse of the Catwoman (1992)
- Ejacula, la vampira (1992)
- Ejacula 2 (1992)
- Face Dance (1992)
- Face Dance 2 (1992)
- Grand Prix Fever (1992)
- Hotel Sex (1992)
- Hot Shots (1992)
- Ho scopato un'aliena (1992)
- Il castello del piacere (1992)
- Les meunteuses (1992)
- Luana la porcona (1992)
- Ore 9 scuola a tutto sesso - Goduria sfrenata (1992)
- Porno provini bagnati per Milli (1992)
- Queen of Hearts 3 (1992)
- Seymore Butts Swings (1992)
- Sodomania 2 (1992)
- Taboo di una moglie perversa (1992)
- Tocco magico (1992)
- Tutti i frutti (1992)
- Valentina Valentina (1992)
- Weekend in Capri (1992)
- Wild Attraction (1992)
- Wrapped Up (1992)
- 30 maschi per Sandy (1993)
- A Few Good Women (1993)
- Anal Delinquent (1993)
- Anal Siege (1993)
- Anal Ski Vacation (1993)
- Anal with an Oriental Slant (1993)
- Bend Over Brazilian Babes (1993)
- Bend Over Brazilian Babes 2 (1993)
- Best of Andrew Blake (1993)
- Buttman Goes to Rio 4 (1993)
- Buttwoman 5 (1993)
- Casanova (1993)
- Casanova 4 (1993)
- Club DV8 (1993)
- Club DV8 2 (1993)
- County Line (1993)
- Deep Anal (1993)
- Deep Inside Carol Lynn (1993)
- Deep Inside Deidre Holland (1993)
- Deep Inside Dirty Debutantes 7 (1993)
- Deep Inside Racquel Darrian (1993)
- Deep Inside Selena Steele. (1993)
- Desiderando Rossana (1993)
- Double Load (1993)
- Facesitters 2 (1993)
- Il guardaspalle (1993)
- Ladykiller - Casanova Returns (1993)
- Little Magicians (1993)
- More Dirty Debutantes 21 (1993)
- New Wave Hookers 3 (1993)
- The Man Who Loved Women (1993)
- Rocco e le storie vere - Parte 1 (1993)
- Rocco e le storie vere - Parte 2 (1993)
- Rocco e le Top Model del cazzo (1993)
- Seymore Butts and His Mystery Girl (1993)
- Seymore Butts Is Blown Away (1993)
- Sex (1993)
- Sex 2 (1993)
- Sexophrenia (1993)
- Signore scandalose di provincia (1993)
- Sodoma piaceri proibiti (1993)
- The Diary of Casanova (1993)
- The Rehearsal (1993)
- The Serpent's Dream (1993)
- WPINK-TV 4 (1993)
- WPINK-TV 5 (1993)
- Adult Affairs (1994)
- Anal Fever (1994)
- Backstage Pass (1994)
- Belle pazze scatenate vogliose - Le ragazze pon pon (1994)
- Booty Ho (1994)
- Bustin' Out My Best (1994)
- Buttman's British Moderately Big Tit Adventure (1994)
- Double Anal (1994)
- Forget Me Not (1994)
- Intercourse with the Vampire (1994)
- Intercourse with the Vampire 2 (1994)
- Le casalinghe P... gli stalloni (1994)
- Marco Polo - La storia mai raccontata (1994)
- Offerta indecente (1994)
- Rocco Unleashed (1994)
- Sarah & Friends 2 (1994)
- Sodomania: The Baddest of the Best (1994)
- Strane sensazioni bestiali - Animalità (1994)
- Super Girls of Sibylle (1994)
- The Quest (1994)
- Il marchese de Sade - Oltre ogni perversione (1994)
- Amleto - Per amore di Ophelia (1995)
- Analgiganten (1995)
- Angelicamente vostre (1995)
- Ashlyn Rising (1995)
- Bed & Breakfast (1995)
- Bestial Fantasy (1995)
- Buttman's Big Butt Backdoor Babes (1995)
- Buttman's European Vacation 3 (1995)
- Cabrones follando (1995)
- Deep Inside Crystal Wilder (1995)
- Doppio contatto anale (1995)
- Dr. Rocco e Mr. Sodo (1995)
- Exploded Passion (1995)
- Exposure (1995)
- Kink (1995)
- Nylon (1995)
- Reckless Passion (1995)
- Rocco Goes to Prague (1995)
- Sandy Insatiable (1995)
- Sex Alert (1995)
- Tharzan - La vera storia del figlio della giungla (1995)
- Tharzan 2 - Il ritorno del figlio della giungla (1995)
- The Iron Man (1995)
- Trouble Maker (1995)
- The Voyeur 3 (1995)
- Uninhibited (1995)
- Anal Island (1996)
- Anal Island 2 (1996)
- Anal Princess (1996)
- Bend Over Babes 4 (1996)
- Buttman's British Extremely Big Tit Adventure (1996)
- Chasey Loves Rocco (1996)
- Deep Inside Brittany O'Connell (1996)
- Deep Inside Juli Ashton (1996)
- Jenna Loves Rocco (1996)
- La cameriera, la modella e la... (1996)
- Miss Erotica (1996)
- Miss Liberty (1996)
- Never Say Never to Rocco (1996)
- Nikki Loves Rocco (1996)
- Analgiganten (1997)
- Buda (1997)
- Buttman's Award Winning Orgies (1997)
- Buttman's Favorite Big Tit Babes (1997)
- I misteri dell'Eros (1997)
- Rocco e Buttman a Barcelona (1997)
- Rocco e le storie tese (1997)
- Rocco e le storie tese 2 (1997)
- Rocco lo stallone italiano (1997)
- Rocco lo stallone italiano 2 - La sfida (1997)
- Rocco più che mai a Londra (1997)
- Rocco più che mai a Londra 2 (1997)
- Rocco's Private Fantasies (1997)
- Rocco's Private Fantasies 2 (1997)
- The Best of Sandy (1997)
- The Last Fight (1997)
- All American Superstars (1998)
- Buttman's Rolling Cheeks (1998)
- Calamity Jane - Sola contro tutti (1998)
- Erotic Dorian Gray (1998)
- Jenteal Loves Rocco (1998)
- Pirate 3: Rich Bitch (1998)
- Prima e dopo la cura (1998)
- Quando Rocco incontra Kelly (1998)
- Rocco e i magnifici 7 (1998)
- Rocco e Margherita: Racconti a pecorina (1998)
- Rocco non muore mai (1998)
- Rocco non muore mai - La fine (1998)
- The Best of Rocco (1998)
- True Anal Stories 1 (1998)
- True Anal Stories 2 (1998)
- Buttman & Rocco's Brazilian Butt Fest (1999)
- Group Therapy 2 (1999)
- Initiations 1 (1999)
- Initiations 2 (1999)
- Rocco: Animal Trainer (1999)
- Rocco e i mercenari (1999)
- Torero (1999)
- True Anal Stories 3 (1998)
- True Anal Stories 4 (1999)
- True Anal Stories 5 (1999)
- True Anal Stories 6 (1999)
- True Anal Stories 7 (1999)
- True Anal Stories 8 (1999)
- True Anal Stories 9 (1999)
- When Rocco Meats Kelly 2: In Barcelona (1999)
- Www.roccofunclub.com (1999)
- Best Butt Fucks (2000)
- Best of Olivia Del Rio (2000)
- Buttman and Rocco's Brazilian Butt Fest/Carnival 1 (2000)
- Captain Organ (2000)
- Buttman & Rocco Go to Montreal (2000)
- Day Anal (2000)
- Deep Inside Andy Dean NEW! (2000)
- Dirty Anal Kelly in Rome (2000)
- Dirty Anal Kelly in Rome 2 (2000)
- Giant Links (2000)
- Hardliner (2000)
- Initiations 3 (2000)
- Rocco: Animal Trainer 2 (2000)
- Rocco: Animal Trainer 3 (2000)
- Rocco: Animal Trainer 4 (2000)
- Rocco Invades Poland (2000)
- Rocco Meats an American Angel in Paris (2000)
- Sex Animals (2000)
- Sexual Superstars (2000)
- True Anal Stories 10 (2000)
- True Anal Stories 11 (2000)
- True Anal Stories 12 (2000)
- Taylor Loves Rocco (2000)
- Follando a Rizion 1 (2001)
- Nikki Dial: Extreme Close-Up (2001)
- Real Raunch 9: Bonesuckin Sauce (2001)
- Rocco: Animal Trainer 6 (2001)
- Rocco: Animal Trainer 7 (2001)
- Rocco incula Praga (2001)
- Rocco incula Praga 2 (2001)
- Rocco incula Praga 3 (2001)
- Rocco incula Praga 4 (2001)
- True Anal Stories 13 (2001)
- True Anal Stories 14 (2001)
- Way to Love (2001)
- Initiations 4 (2002)
- Initiations 5 (2002)
- Reverse Gang Bang (2002)
- Reverse Gang Bang 2 (2002)
- Rocco: Animal Trainer 8 (2002)
- Rocco: Animal Trainer 9 (2002)
- Rocco: Animal Trainer 10 (2002)
- Rocco in London (2002)
- The Ass Collector (2002)
- The Best of Oriental Anal - Volume 1 (2002)
- The Best of Oriental Anal - Volume 2 (2002)
- The Fashionistas (2002)
- True Anal Stories 15 (2002)
- True Anal Stories 16 (2002)
- True Anal Stories 17 (2002)
- True Anal Stories 18 (2002)
- Hardest Scenes (2003)
- Initiations 6 (2003)
- Initiations 7 (2003)
- Rocco: Animal Trainer 11 (2003)
- Rocco: Animal Trainer 12 (2003)
- Rocco: Animal Trainer 13 (2003)
- Rocco Decadence (2003)
- Rocco: Hazardous Duty (2003)
- Rocco: Live in Prague (2003)
- Anatomie de l'enfer (2004)
- Best of Kelly (2004)
- Fuckin' Funny (2004)
- Initiations 8 (2004)
- Initiations 9 (2004)
- Lexie and Monique Love Rocco (2004)
- Rocco: Animal Trainer 14 (2004)
- Rocco: Animal Trainer 15 (2004)
- Rocco: Animal Trainer 16 (2004)
- Rocco Meats Suzie (2004)
- Rocco Meats the Princess (2004)
- Rocco Meats Trinity (2004)
- True Anal Stories 20 (2004)
- True Anal Stories 21 (2004)
- True Anal Stories 22 (2004)
- True Anal Stories 23 (2004)
- C.A Papi Futbol (2005)
- Dark Side of Rocco (2005)
- Nasty Tails (2005)
- Nasty Tails 2 (2005)
- Rocco: Animal Trainer 17 (2005)
- Rocco: Animal Trainer 18 (2005)
- Rocco: Animal Trainer 19 (2005)
- Rocco's Dirty Dreams (2005)
- Rocco Ravishes Ibiza (2005)
- Rocco: Top of the World (2005)
- She-Males Invade Italy (2005)
- The Lady and Her Tramps (2005)
- The Lady and Her Tramps 2 (2005)
- Who Fucked Rocco? (2005)
- Emperor (2006)
- Fashionistas: Safado (2006)
- Nasty Tails 3 (2006)
- Nasty Tails 4 (2006)
- Nasty Tails 5 (2006)
- Rocco: Animal Trainer 20 (2006)
- Rocco: Animal Trainer 21 (2006)
- Rocco: Animal Trainer 22 (2006)
- Rocco's Best POV (2006)
- Rocco's Dirty Dreams 2 (2006)
- Rocco's Dirty Dreams 3 (2006)
- Rocco's Dirty Dreams 4 (2006)
- Rocco's Dirty Dreams 5 (2006)
- Rocco Vs Danyela (2006)
- COD Indigenas Anal Fever Night (2007)
- Fashionistas Safado: Berlin (2007)
- Furious Fuckers: Final Race (2007)
- Nasty Tails 6 (2007)
- Nasty Tails 7 (2007)
- Obsession with Teen Supersluts (2007)
- Rocco Ravishes St. Petersburg (2007)
- Rocco's Dirty Dreams 6 (2007)
- Rocco's Intimacy (2007)
- University Sluts of St. Petersburg 2 (2007)
- Eskade: The Submission (2008)
- Nasty Tails 8 (2008)
- Rocco: Animal Trainer 24 (2008)
- Rocco: Animal Trainer 25 (2008)
- Rocco: Puppet Master (2008)
- Rocco's Breaking Ass in St. Petersburg (2008)
- Rocco's Dirty Dreams 7 (2008)
- Rocco's Dirty Dreams 8 (2008)
- Rocco's Intimacy 2 (2008)
- Rocco's Back (2009)
- Rocco's Lost Movie (2009)
- Rocco's Bitch Party (2009)
- Up and Down Ride in Ass for Hottie in Red by Rocco (2009)
- Psycho Love 2 (2010)
- Rocco's American Adventures (2010)
- Rocco's Bitch Party 2 (2010)
- Rocco's Dirty Teens (2010)
- Rocco's Double Anal Festival (2010)
- Rocco's POV (2010)
- Rocco's Point of View (2010)
- Rocco's Power Slave (2010)
- Rocco Ravishes Hollywood (2010)
- Scusa ma ti voglio battere (2010)
- Slutty Girls Love Rocco (2010)
- Rocco's POV 2 (2011)
- Rocco's POV 3 (2011)
- Rocco's POV 4 (2011)
- Rocco's POV 5 (2011)
- Rocco's POV 6 (2011)
- Rocco's POV 7 (2011)
- Rocco's X-Treme Gapes (2011)
- Slutty Girls Love Rocco 2 (2011)
- Slutty Girls Love Rocco 3 (2011)
- Slutty Girls Love Rocco 4 (2011)
- Bitches in Uniform (2012)
- Rocco's POV 8 (2012)
- Rocco's POV 9 (2012)
- Rocco's POV 10 (2012)
- Rocco's Psycho Teens (2012)
- Rocco's Psycho Teens 2 (2012)
- Rocco's Psycho Teens 3 (2012)
- Rocco's: Young Anal Lovers (2012)
- Rocco's World (2012)
- Teens vs. Mamas: MILFs 50+ (2012)
- Voracious (2012)
- Babysit My Ass 2 (2013)
- Bitches in Uniform 2 (2013)
- Cayenne Loves Rocco (2013)
- Rocco's Coming in America (2013)
- Rocco's Perfect Slaves (2013)
- Rocco's POV 11 (2013)
- Rocco's POV 12 (2013)
- Rocco's POV 13 (2013)
- Rocco's POV 14 (2013)
- Rocco's Psycho Teens 4 (2013)
- Rocco's Psycho Teens 5 (2013)
- Rocco's World Feet Obsession 2 (2013)
- Rocco's World Feet Fetish (2013)
- Slutty Girls Love Rocco 5 (2013)
- Slutty Girls Love Rocco 6 (2013)
- XXX Fucktory (2013)
- Rocco's Perfect Slaves 2 (2014)
- Rocco's Perfect Slaves 3 (2014)
- XXX Fucktory: The Auditions (2014)
- Rocco Siffredi Hard Academy (2016)

### Кино
- Romance, реж. Катрин Брея (1999)
- Amorestremo, реж. Мария Мартинели (2001)
- Pornocrazia, реж. Катрин Брея (2004)
- Matrimonio a Parigi, реж. Клаудио Ризи (2011)
- Tutti i rumori del mare, реж. Федерико Бруджа (2012)
- Rocco, реж. Тиери Демезиер и Албан Тьорле (2016) – документален филм
- Natale a 5 stelle, реж. Марко Ризи (2018)

### Телевизия
- I Cesaroni – еп. 5x18 (Canale 5, 2012)
- Ci pensa Rocco (Cielo, 2013)
- Amore oggi – film televisivo (Sky Cinema 1, 2014)
- L'isola dei famosi 10 (Canale 5, 2015) – съзтезател
- Casa Siffredi (La5, 2016)
- Grande Fratello 14 (Canale 5, 2015) – специален гост
- Siffredi Late Night (La5, 2016)
- L'isola dei famosi 12 (Canale 5, 2017) – специален гост
- Guess My Age - Indovina l'età (Tv8, 2018) - гост
- Name That Tune - Indovina la canzone (Tv8, 2021 e 2022) - съзтезател
- Scherzi a parte (Canale 5, 2021)
- Non sono una signora (Rai 2, 2023) - състезател
- Il mercante in fiera (Rai 2, 2023) - съзтезател

## Награди
От 1991 г. Сифреди е спечелил близо 40 награди AVN, включващи:
- Best Group Sex Scene – Video (Buttman's Ultimate Workout)
- Best Director – Foreign Release (Who Fucked Rocco)
- Best Director – Video (Ass Collector)
- Male Performer of the year in 1993 and 1996
- Male Foreign Performer of the Year in 2003, 2009, 2011, 2012 and 2013
- Best Anal Sex Scene – Film (The Fashionistas)
- Best Pro-Am Release (Rocco's Initiations 9)
- Best Foreign Feature (Rocco: Animal Trainer 3)
- AVN Hall of Fame award

Той е поставен на №10 в ранглистата Топ 50 на АVN за Порно актьори за всички времена.
- 2004: Награда „Нимфа“ на Международния еротичен филмов фестивал в Барселона – специална награда на журито.[47]